# 一迅社
一迅社是日本的出版社。主要經手漫畫雜誌、單行本、遊戲、動畫關連書籍的發行。

## 歷史沿革
- 1992年8月 - 有限会社Studio DNA（有限会社スタジオディー・エヌ・エー）成立，以少年漫畫雜誌等的編輯為主要業務。
- 1998年1月 - Studio DNA組織變更為株式会社，開始自家公司的出版活動。
- 2001年12月 - 株式会社一賽舍（株式会社一賽舎）成立。
- 2002年3月 - 一賽舍漫畫雜誌《月刊Comic ZERO-SUM》創刊。
- 2005年3月1日－Studio DNA和一賽舍合併，Studio DNA為存續公司且同時更名為株式会社一迅社。
- 2006年12月9日 - 一迅社少年向漫畫雜誌《月刊Comic REX》創刊。
- 2008年5月20日－一迅社少年向輕小說文庫書系《一迅社文庫》創刊，第1回「一迅社文庫大奖」作品征集启动。
- 2008年7月19日－一迅社少女向輕小說文庫書系《一迅社文庫Iris（日语：一迅社文庫アイリス）》創刊。
- 2016年10月14日－讲谈社宣布收购一迅社全部股份，一迅社成为讲谈社子公司[1][2][3][4][5]。

## 主要發行雜誌
- Comic ZERO-SUM
- Comic ZERO-SUM增刊WARD（日语：コミックZERO-SUM増刊WARD）
- Comic百合姬
- Comic REX
- 漫畫4格Palette（日语：まんが4コマぱれっと）
- Febri（日语：Febri）

## 外部連結
- 一迅社（日語）
- YouTube上的ichijinshaPV頻道